# 約瑟夫·戈培爾的子女

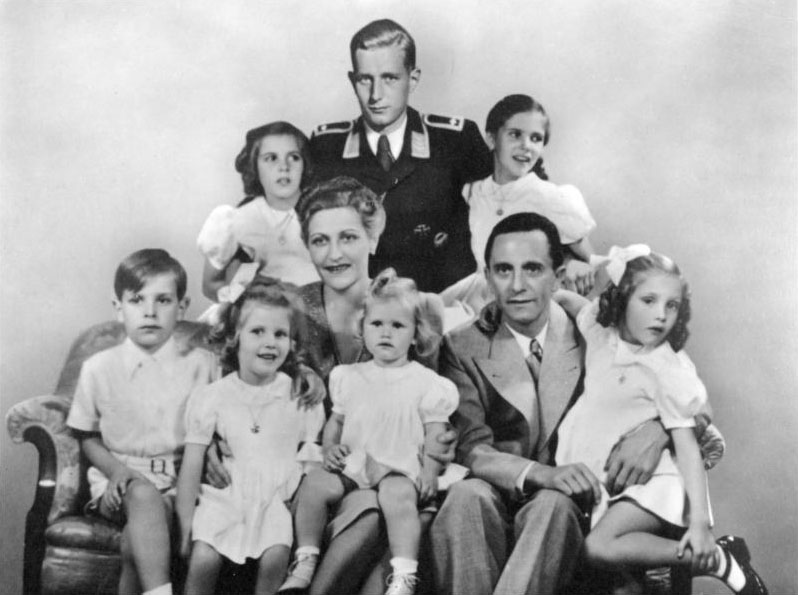
1942年戈培尔的家庭：（后排）希尔德加德，哈罗德·匡特（当时在外参军，通过后期修改加入照片），赫尔加；（前行）
赫爾穆特、海维、玛格达、海德伦、约瑟夫和霍尔迪妮。

戈培尔的子女指納粹德國国民教育与宣传部長約瑟夫·戈培爾和他的妻子玛格达·戈培尔在1932至1940年間所生的五女一子。戈培爾夫婦在1945年5月1日杀死了这6个子女，并在同日双双自殺。
这些孩子有一个异父兄长哈罗德·匡特，是玛格达与前夫金特·匡特所生。在他年轻的弟妹被杀害的時候，他並不在場，那時他23歲。

## 命名
一些作家争辩说，為向阿道夫·希特勒致敬，他们的名字都以「H」開首。然而，没有证据支持这一点；相反，有證據顯示，玛格达以「H」開首的名字命名子女是她第一任丈夫，金特·匡特的主意：在他第一任妻子之後所生的其他两个孩子的名字都是以「H」開首的。
玛格达的母亲，奥古斯特·貝倫德支持这个說法，她说，這個家庭有一个无辜的爱好，就是為每个孩子寻找以「H」开头的名字。

## 孩子们

### 哈羅德

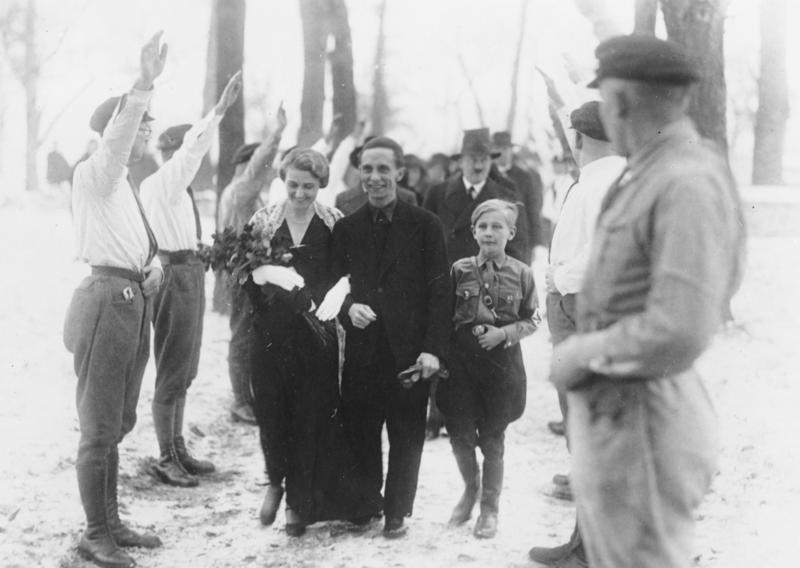
10岁的哈罗德·匡特（穿著德国少年团制服）在他妈妈的婚礼上与戈培尔在一起。可以看見希特勒在背景担任伴郎。

玛格达和金特·匡特在1921年4月結婚，她的第一个孩子，哈罗德·匡特（Harald Quandt），出生于1921年1月。玛格达和金特的婚姻於1929年以离婚告终。玛格达在1930年1月加入了纳粹党做志愿工作（儘管她還没有被視为政治活躍人士）。後來，玛格达由地域性分支机构轉移到黨设在柏林的總部，并受邀负责戈培尔的私人文件。在1931年2月和朋友去魏玛的一次短途旅行中，她和戈培尔墮入情網。之后，他們在同年12月19日结婚，希特勒作证人。
哈羅德不仅参加了他母亲和戈培尔的婚礼，也對戈培尔產生相當的感情；有时会伴随他去聚会，穿着他的希特勒青年團制服站在平台上「约瑟夫舅舅」身邊。在戈培尔受命为部长之後，他要求哈羅德的父亲解除玛格达在他们的离婚协议上的义务，讓哈羅德和他一起住。1934年，哈羅德完全移居到戈培尔的家庭。因此，他是约瑟夫和玛格达戈培尔的六個孩子的異父兄長。
他后來成为一位德國空軍中尉，是玛格达唯一活過第二次世界大战的孩子，並在1950年代和1960年成为一位领先的西德实业家，卻在1967年因私人飞机坠毁意大利去世，留下妻子和五个孩子。

### 赫尔加·苏珊
赫尔加·苏珊（Helga Susanne）出生於1932年1月。戈培尔為他的長女感到骄傲，会在下班後直接到她的婴儿床，抱她上大腿上逗弄。赫尔加是一个「爸爸的女孩」，喜欢她的父亲多於她的母亲。她曾是一个可爱的嬰孩，从来都不哭鬧，只是坐着不解地聆聽纳粹官员的講話，「蓝眼睛闪闪发光」。喜欢孩子的希特勒談到深夜時，常會把她抱上他自己的大腿。她被人拍到和希尔德加德一起在希特勒1936年的生日（4月20日）獻花給他。
她死的時候十二岁。在她的遺体上找到的瘀伤（主要是在她的脸上）引起广泛推测，她可能有挣扎著拒絕接受用来杀死她的氰化物胶囊。

### 希爾德加德·特勞德爾
希爾德加德·特勞德爾（Hildegard Traudel）出生於1934年4月13日，通常被称为希尔德（Hilde）。戈培尔在他1941年的日记中称她为「小老鼠」。她被人拍到和赫尔加一起在希特勒1936年的生日（4月20日）獻花給他。她死的時候十一岁。

### 赫尔穆特‧克里斯蒂安

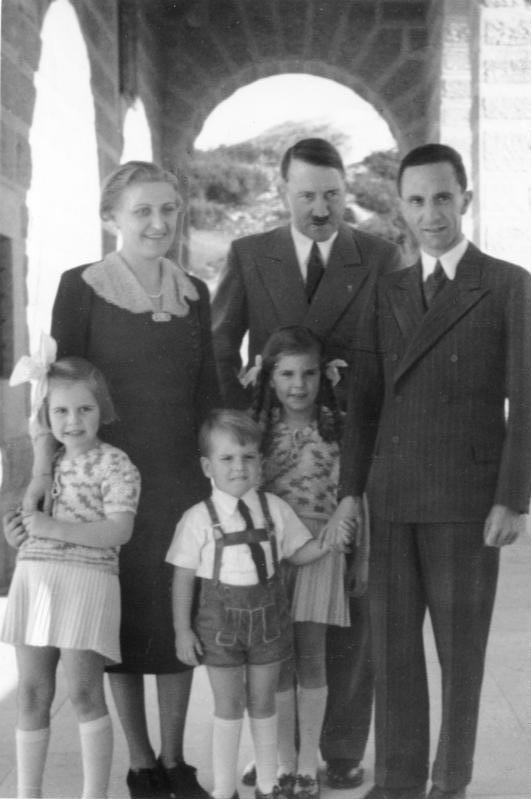
玛格达和约瑟·戈培尔与他们的孩子，希尔德（左）、赫尔穆特（中心），并赫尔加（右），访问希特勒。萨尔茨，鷹巢，1938年。

赫尔穆特·克里斯蒂安（Helmut Christian）出生於1935年10月，是個天性敏感和好幻想的男孩。戈培尔在自己的日记中叫他「小丑」。他在蘭克的小學老师报告，他升讀高年級的可能值得懷疑，令戈培爾相當失望，於是他就好好回應母亲和他的家庭教师密集的惡補，不仅能以升學，成績也非常優秀。
1945年4月26日，赫尔穆特大声对希特勒朗读他父亲的生日賀詞，並回应赫尔加说他抄袭他父亲的抗议，称父亲是抄袭他。
1945年4月30日，这个男孩对一名照料掩体中的伤员的15歲护士无礼。护士约翰娜·拉夫扇了年轻的赫尔穆特耳光。她直到后来才知道这个男孩是戈培尔的儿子。同一天，希特勒的秘书特劳德尔·荣格说，当他们一家在元首地堡里时，他们听到了希特勒自杀的枪声。赫尔穆特误認這是附近迫击炮弹的声音，喊道：「打中了！」赫尔穆特死时只有九岁。

### 霍尔迪妮·卡特琳
霍尔迪妮·卡特琳（Holdine Kathrin）出生于1937年2月19日。据称，霍尔迪妮的医生，施特克爾接她出生时，弯下腰看她，喊道「Das ist eine Holde！」（「是個漂亮的孩子！」），因此得名。迈斯纳称霍尔迪妮是孩子之中「最不活泼的」，有時會被別人「推到一邊」，造成她相當大的痛苦。
她死時8歲。

### 黑德维希·约翰娜
黑德维希·约翰娜（Hedwig Johanna）出生于1938年5月5日，暱称「黑达」（Hedda）。在1944年，她被党卫军副官金特·施瓦格尔曼有一隻假眼的事深深地迷住，坚持她长大後要嫁给他。她死的时候，只有六岁，就在她過七岁生日前的4天。

### 海德倫·伊莉莎白
她生于1940年10月29日，和她的父亲同一天生日。她被称为「和解的孩子」，因为她是她的父母和好之後怀上的。罗胡斯·米施称她为「小调情」，在地堡裡经常和他开玩笑。「海蒂」死的时候四岁。

## 家庭生活
在1934年，为他自己和他的家人的隐私，戈培尔买了一幢宏伟的房子，座落在施瓦内韦德，一个在哈弗爾河中的小岛。他也买了一艘机动游艇“游戏號”以在河中使用。哈羅德在一楼有他自己的育兒室，同时赫尔加和希尔德共享另一間。儿童不仅有小马，也有一輛小馬車在花园四处跑。两年后，他购买了一間邻近的酒店並扩展其附屬的公园，當中包括一个私人的「城塞」为他自己個人的靜居之處。
后来，柏林市將另一個位處博根湖边的宅邸作为正式居留所供他使用，但这只够他的家庭作一个周末度假營地。戈培尔后来在博根湖的对岸加入一个现代化的大房子。
戈培爾和瑪格達的婚姻在1938年因為他與捷克女演員莉达·巴罗娃的外遇陷入危機。希特拉本人並不願意將來要處理涉及到他的高層部長的醜聞，所以他親自介入，要求戈培爾中斷這段關係。於是，他和瑪格達在表面上達成協議，直到9月尾。在這個時候，戈培爾夫妻又爆發了另一場爭吵，再一次希特拉又介入這場紛爭，堅持他們一定要在一起。希特拉和他們商定一個協議，趕走那位女演員，夫婦則在瑪格達開出的任何合理條件下保持在公眾面前的狀態。她其中一個條件就是戈培爾只能在有她明確許可之下去施瓦内韦德探視孩子們。如果那年後瑪格達還想離婚，希特拉會容許她，戈培爾會是犯錯的一方，瑪格達會保有施瓦内韦德的住宅，孩子們的撫養權和一筆可觀的收入。戈培爾嚴謹地遵守協議，在探望之前總是要求許可，如果她不在家，或者和他的家庭茶會上親切地取代他的位置的話，他就會哀嘆他對失去瑪格達的遺憾。有云他們的孩子似乎沒有一刻留意到他們的父母在這個時候正在分居。

## 在媒体中的出現

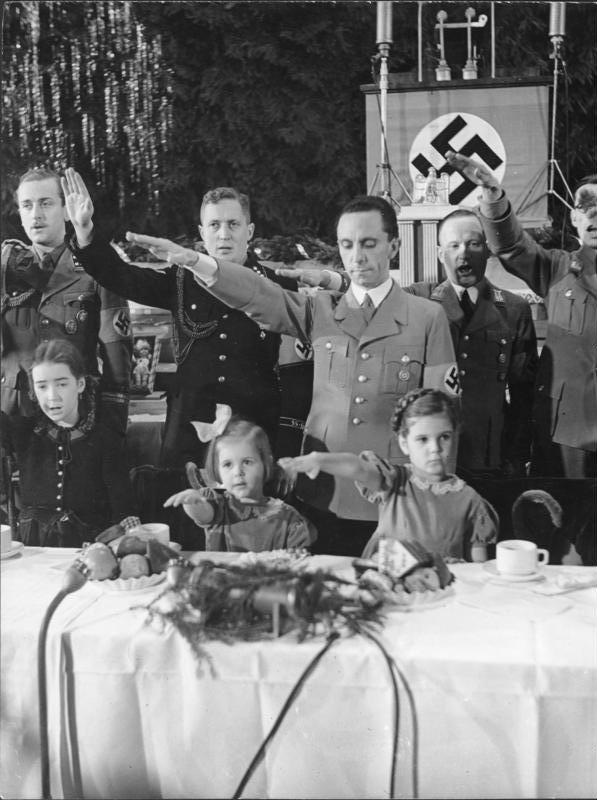
1937年，在柏林弗里德里希大廳，约瑟夫‧戈培尔与他的女儿，希尔德(中)和赫爾嘉(右)，在一次圣诞节庆祝活動中歌唱国歌。

1937年，赫尔加和希爾德在柏林弗里德里希大廳与他们的父亲合影。
1938年8月，赫尔加、希尔德和赫尔穆特和他們父母作為一个家庭和解的电影形象出现在烏髮電影公司的鏡頭下。這巩固了戈培爾夫婦在1938年8月的公開和解协议。
在1939年，在一齣用于宣傳殘障兒童安樂死的宣传片中，戈培尔使用一个隐蔽的摄像机来拍摄他的孩子，以作为一个相对于残疾儿童的「健康」對照。
在1942年，戈培爾的孩子在每周一次的新闻片中出现了34次，內容包括他们的生活，帮助他们的母亲做事，在花园里玩或在自己的父亲45岁生日唱歌给他。那年十月，德国纪录片公司送給戈培尔一齣記錄他孩子玩耍的影片作為禮物。
在1943年2月18日，赫尔加和希尔德被拍到随着玛格达出席戈培爾著名的體育宮講話。

1944年底，戈培尔打算把玛格达和他的两个大女儿送到一家军事医院，好讓她們出現在每周的新闻片中，但因为他意识到看到士兵们所受的可怕伤害对他的女儿们来说太痛苦，於是他放弃了这个計畫。

## 最后的日子

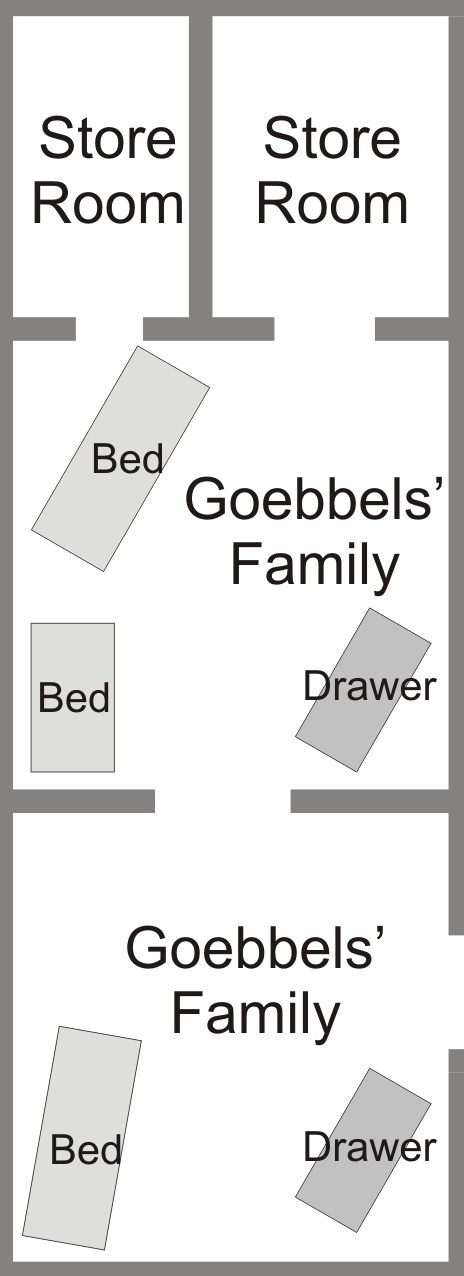
他们在前元首地堡的房间平面图。

1945年1月底，随着红军逼近，戈培尔下令将他的家人从兰克的住宅迁到相对安全的施瓦内韦德。从那里，孩子们很快就听到东邊隆隆的炮声，疑惑着为什么雨水从来没有随「雷声」而至。
1945年4月22日，也就是红军进入柏林郊区的前一天，戈培尔把他们的孩子转移到前元首地堡，与柏林市中心的德国总理府花园下面的地堡相连。阿道夫·希特勒和一些人员待在地堡里，为柏林进行最後的防禦。德国红十字会领导人格布哈特希望带孩子们离开这座城市，但他的提議不被理會。
后来，贝恩德·弗赖塔格·冯·洛林霍芬将军描述这些孩子為「憂伤的」，但是护士埃尔娜·弗莱格尔，在地堡里和他們有过很多接触，将他们描述为「迷人」和「绝对令人愉快的」希特勒非常喜欢他们，直到他生命的最后一周，他仍然乐于与他们分享巧克力，并且讓他们使用他的浴室，那是地堡裡唯一一个有浴缸的。
据报道，他们曾与希特勒的狗布隆迪在地堡中玩耍，並睡在一个单人房间里。虽然许多报道表明那裡有三张单独的双层床，但是特劳德尔·荣格秘书坚持说只有两张。据说，这些孩子在地堡里齐声唱歌，为希特勒和受伤的羅伯特·馮·格萊姆演出由飞行员漢娜·瑞奇指揮的戲劇歌曲。榮格说，4月30日下午，当希特勒和爱娃·布劳恩自杀的時候，她正和孩子们在一起。

## 死亡
關於苏联军队的劣行在柏林流传开来，引起元首地堡裡关于以自杀来逃避苏联的羞辱和惩罚的讨论。约瑟夫‧戈培尔为希特勒的遗嘱增加了一个附言，说他将不服从离开柏林的命令：「为了人性和个人的忠诚」，他認為他必须留下来。他的家人都支持他拒绝离开柏林，决心死在地堡里。他后来说，如果孩子们够大可以为自己说话，他们都会支持他自殺。飞行员漢娜·瑞奇（她于4月29日离开地堡）和榮格（5月1日离开）負責向外界发出來自地堡中人的信函。其中包括马格达给哈羅德的一封信，他当时在盟军战俘营里。
第二天，玛格达和约瑟夫·戈培尔安排了親衛隊牙医赫爾穆特·昆茨给他们的六个孩子注射吗啡，等他们失去意识後，他們把氰化物膠囊放在他们的嘴里压碎。根据昆兹后来的证词，他给孩子们注射了吗啡，但那是瑪格達和親衛隊上級突擊隊大隊領袖路德維希·施圖姆菲格，希特勒的私人医生，负责给他们氰化物。
地堡电话/无线电操作员洛克斯·米施说，溫納·瑙曼告诉他，他见过希特勒的私人医生，施圖姆菲格给孩子们一些「甜的」饮料。另一个说法是，孩子们被告知他们将在早上动身前往贝希特斯加登，而施圖姆菲格已经给瑪格達让他们镇静下来的吗啡。恩納·弗萊戈声称，玛格达安撫孩子们說因为他们需要长时间待在掩体里，他们需要注射吗啡。作家詹姆斯·P·奥多奈尔得出的结论是，尽管施圖姆菲格可能参与给孩子下药，但那是瑪格達亲手杀了他们。他猜测目击者把孩子的死亡歸咎於施圖姆菲格只是因为指責他非常方便（因他第二天就死了）。此外，正如詹姆斯·P·奥多奈尔自己所記，施圖姆菲格可能在孩子們死前已經喝得爛醉，无法在此事中佔可靠的角色。

至少一个月前，玛格达似乎已经考虑并谈论過杀死她的孩子。战后，金特‧匡特的嫂嫂埃莉诺回忆瑪格達说過，她不希望自己的孩子在成长过程中听到他们的父亲是本世纪最嚴重的罪犯之一，转世可能会给她的孩子一个更好的未来。在接德国空军將領格雷姆去与希特勒会面之后，一直待在地堡的瑞奇说，在最后几天里，玛格达要求她确保她不會退縮放棄杀害她的子女。
她拒绝了其他幾個人，例如阿尔伯特·斯佩尔去把他们帶出柏林的主動要求。孩子们似乎不知道即将发生的危险，但是最大的孩子，赫爾嘉，似乎意識到在战争的结果上那些成年人正在骗她，并問他们将会发生什么事。米施是其中最后一个见到活着的孩子們的人。他们圍坐在他的工作区的桌子前，他们的母亲梳理他们的头发，并亲吻他们，因为當時很接近他们的睡眠時間，他們都穿著睡衣。海德伦，其中年龄最小的孩子，爬到了桌上。赫爾嘉，米施眼中最聪明的孩子，在这最后一晚睡前「轻声哭泣」，一臉憂鬱。 當時米施觉得赫爾嘉有点喜欢她的母亲。 瑪格達不得不推赫爾嘉去通往前元首地堡的楼梯。 四岁的海德伦患了扁桃体炎，把围巾围在脖子上，就在她的母亲帶她和她的兄弟姐妹上楼前，她转身看看米施，咯咯地笑，并嘲諷他说，「Misch, Misch, du bist ein Fisch」 ，即是「米施，米施，你是条鱼」。米施後來回想起，他正在怀疑什么事情將要发生，並一直都后悔自己没有干预他們。 一天后，苏联军队进入地堡，發現戈培爾子女的遺體都穿着睡衣，女孩的头发绑住丝带，卧在他们被杀害於其上的双层床。 苏联對赫爾嘉的身體進行尸检，注意到「几个黑色和蓝色的淤伤」，表示她可能醒了，与她的杀手挣扎了一陣。 在尸体解剖期間拍摄的照片顯示在她脸上有嚴重的瘀傷，显然是在氰化物胶囊被強塞入她的嘴里時造成的。 她的下巴可能也被打破了。

## 事后
1945年5月3日，即伊万·克里蒙科中校率领的苏联军队在上面的院子里发现了他们父母烧毁的尸体後的第二天，他们发现孩子们在前元首地堡裡穿着睡衣，女孩的头发上還系着丝带。
曾直接向戈培尔負責的國內新聞司長漢斯·弗里切和海军中将漢斯-埃里希·沃斯一起被带到总理花园识別遺體。戈培爾子女的尸体被带到位於柏林的巴特布豪墓地由苏联的医生剖尸调查。尽管經過多次尝试，即使是貝倫德夫人，孩子们的祖母，也無從得知屍體的下落。此后，戈培尔一家，希特勒，伊娃‧布劳恩，漢斯·克雷布斯和希特勒的狗的遺體被反覆下葬和挖掘。它們最后在1946年2月21日被埋葬在马格德堡的施密尔舒總部。1970年，克格勃主任安德罗波夫授权摧毁他們的遺骸。1970年4月4日，苏联克格勃的小隊在马格德堡的施密尔舒總部從保密的埋葬處挖掘出裝著他們的五个木箱。箱中剩餘的遺骸被烧毁，粉碎和撒到附近的比德里茨河，易北河的一条支流中。
2005年，罗克斯‧米施呼籲為戈培尔的子女立記念碑，這話引起争议。批评者认为纪念纳粹领导者的孩子會污染的大屠杀受害者的記憶。米施認為，尽管他们的父母惡名昭彰，子女本身是无辜的，把他们当作和他們父母一樣的罪犯是错的，因他們就像其他在战争期间被杀的人一樣，也是被谋杀的。

## 流行文化中的出現
- 2017年的視覺文學，烏利‧勒斯根据由马塞尔‧拜尔寫的《卡諾的錄音帶》[43]寫了《黑暗中的呼聲》[44]。
- 1997年马塞尔‧拜尔寫的历史小说[43]《卡諾的錄音帶》从赫爾嘉和虚构的赫尔曼‧卡諾的視角敍事。
- 2004年的电影希特拉的最後十二夜中他們也有出現。

該電影描寫了一個理论情節，认为玛格达‧戈培尔直接负责於他們的中毒，在路德维希‧来施图姆菲格给了他们每人口服溶液使他们陷入睡眠后（相对于他们已经注射了吗啡的說法）在他們的嘴裡粉碎氰化物胶囊。在影片中，长女赫爾嘉，被她的母亲和施图姆菲格迫著喝下溶液，而其他的孩子就欣然接受它。
- 2005年卢茨·哈赫迈斯特执导、肯尼思·布拉纳叙述的2005年纪录片《戈培尔实验》中，在影片的开头和结尾都展示了關於他們的档案片段。[45]
- 2010年的历史小说《希特勒的巧克力蛋糕》讲述了这些孩子们在地堡里度过的最后几天的故事，这个故事是通过赫爾嘉·戈培尔的視角讲述的。
- 2011年波蘭作家约瑟夫‧亨的小说《第六個，最小的一個》讲述了最小的女儿海蒂的故事，說她被发现在柏林的街道上，仍然存活。
- 2011年特蕾西‧羅森堡的青年历史小说《地堡里的女孩》由赫爾嘉叙述，讲述了孩子们在地堡里的最后几天的故事。
- 1988年布拉德·林纳弗的架空歷史小說《冰之月》中，在一个德国赢得第二次世界大战的世界里，活到成年的希尔德嘉德反抗她的父亲，成为一个无政府主义者，并威胁要公开戈培尔描述纳粹分子秉承汉斯·赫尔比格的冰月亮理论邪教毀滅世界的犯罪日记。

### 引用
1. ↑  Behrend, Auguste. "My daughter Magda Goebbels", Schwaebische Illustrierte, 26 April 1952
2. 1 2  Thacker 2010，第149頁.
3. 1 2  Longerich 2015，第152頁.
4. ↑  Meissner 1980，第82頁.
5. ↑  Longerich 2015，第167頁.
6. 1 2  Meissner 1980，第95–105頁.
7. ↑  Meissner 1980，第125頁.
8. 1 2  Klabunde, Anja, Magda. Goebbels, illustrations between pp. 182–183
9. 1 2 3 4 5  Meissner 1980，第240, 241頁.
10. 1 2 3 4  Beevor 2002，第380, 381頁.
11. 1 2 3 4  Meissner 1980，第242–249頁.
12. ↑  Galante, Pierre and Eugene Silianoff (1989). Voices from the Bunker.
13. ↑  . The Independent.   [2018-08-29] （英国英语）.
14. ↑  Klabunde, Anja. Magda Goebbels.
15. ↑  Manvell & Fraenkel 2010，第172頁.
16. 1 2  Meissner 1980，第134–144頁.
17. ↑  Manvell & Fraenkel 2010，第170頁.
18. ↑  Longerich 2015，第392頁.
19. ↑  Longerich 2015，第392–395頁.
20. ↑  Longerich 2015，第391–395頁.
21. 1 2 3  Meissner 1980，第195–205頁.
22. ↑  Museum, Stiftung Deutsches Historisches. .   [2018-08-28]. （原始内容存档于2001-01-21）.
23. 1 2 3 4  Joseph Goebbels: Bio （页面存档备份，存于） Nationalsozialismus.de Rechercheportal für Schule, Studium und Wissenschaft
24. ↑  Home movies of Magda and her children, summer 1942 （页面存档备份，存于）(The original title is Goebbels's birthday, "To 29 October 1942")
25. ↑  Thacker 2010，第298頁.
26. ↑  Le Tissier 1999，第62頁.
27. ↑  Harding, Luke, Interview: Erna Flegel （页面存档备份，存于）, Guardian Unlimited 2 May 2005
28. 1 2  Meissner 1980，第260–271頁.
29. 1 2  Longerich 2015，第686頁.
30. ↑  Misch 2014，第177頁.
31. ↑  O'Donnell 2001.
32. ↑  Meissner 1980，第242頁.
33. ↑  Craigie, Emma. . The Daily Telegraph (London). 8 April 2010  [2018-08-28]. （原始内容存档于2018-08-29）.
34. ↑  Best, Nicholas. (2012) Five Days That Shocked The World, Thomas Dunne Books, pp. 212–213. ISBN 978-0312614928
35. ↑  O'Donnell 2001，第258–261頁.
36. ↑  Books. . London: Telegraph. 8 April 2010  [23 November 2011]. （原始内容存档于2018-08-29）.
37. ↑  .   [2018-08-28]. （原始内容存档于2018-08-18）.
38. ↑  Beevor 2002，第398頁.
39. ↑  Vinogradov 2005，第111, 333頁.
40. ↑  Vinogradov 2005，第333頁.
41. ↑  Vinogradov 2005，第335, 336頁.
42. ↑  .   [2018-08-29]. （原始内容存档于2011-09-27）.
43. 1 2  Beyer, Marcel. . Houghton Mifflin Harcourt. 1997. ISBN 978-0151002559.
44. ↑  Lust, Ulli. . New York: New York Review Comics. 2017. ISBN 978-1-68137-105-4.
45. ↑  . 13 April 2005  [2018-08-29]. （原始内容存档于2018-10-20）.

## 延伸閱讀
- Lehrer, Steven. . McFarland. 2006: 214. ISBN 0-7864-2393-5.
- Lehrer, Steven. . McFarland. 2002: 224. ISBN 0-7864-1045-0.
- Craigie, Emma. . Short Books. 2010  [2018-08-29]. ISBN 978-1-907595-20-2. （原始内容存档于2018-12-12）.
- Rosenberg, Tracey S. . Glasgow: Cargo Publishing. 2011  [2018-08-29]. ISBN 978-0-956308-35-1. （原始内容存档于2018-08-29）.

## 外部連結
- YouTube上的A short film about the Goebbels family (showing home movie footage of the children, followed by Soviet footage of the corpses of Goebbels and the children (from the BBC & various sources via YouTube))
- Home movies of Magda and her children, summer 1942 （页面存档备份，存于）